# Monika Fagerholm
Monika Kristina Fagerholm (Helsinki, 26 de febrero de 1961) es una escritora suecófona finesa residente en Ekenäs.
Su madre, Kristina Herrgård, era bibliotecaria; y su padre, Nils-Erik Fagerholm, profesor.
Estudió psicología y literatura en la Universidad de Helsinki. 

## Premios
- 1995, Premio Runeberg, Underbara kvinnor vid vatten
- 1995, Medalla Gracias por el Libro (Kiitos kirjasta -mitali/ Tack för boken-medaljen) Underbara kvinnor vid vatten
- 2005, Premio August Den amerikanska flickan
- 2005, Premio Aniara
- 2016, Premio Nórdico de la Academia Sueca.